# Migé
Migé es una localidad y comuna francesa situada en la región de Borgoña, departamento de Yonne, en el distrito de Auxerre y cantón de Coulanges-la-Vineuse.

## Demografía
| 842 | 992 | 1 046 | 987 | 1 041 | 1 066 | 1 078 | 1 108 | 1 004 | 1 031 | 1 025 | 952 | 954 | 900 | 901 | 814 | 778 | 602 | 612 | 581 | 507 | 438 | 412 | 409 | 378 | 338 | 327 | 327 | 299 | 335 | 301 | 368 | 433 |
| Para los censos de 1962 a 1999 la población legal corresponde a la población sin duplicidades (Fuente: INSEE [Consultar]) |     |       |     |       |       |       |       |       |       |       |     |     |     |     |     |     |     |     |     |     |     |     |     |     |     |     |     |     |     |     |     |     |

Gráfica de evolución de la población de la comuna desde 1793